# Schlacht von Qala-i-Jangi
Die Schlacht von Qala-i-Jangi  war ein Gefängnisaufstand, der zwischen dem 25. November und dem 1. Dezember 2001 im Norden Afghanistans bei Masar-i-Scharif stattfand. Bei den Gefechten starben bis zu 600 Taliban, 40 afghanische Sicherheitskräfte und ein US-Soldat.

## Vorgeschichte
Nach dem Sturz der Taliban-Regierung durch die Nordallianz ergaben sich bei Kundus und Masar-e Scharif mehrere hundert Menschen, die in die zum Gefängnis umgebaute alte Festung Qala-i-Jangi gebracht wurden, um dort von der CIA verhört zu werden. Ein Großteil der Gefangenen waren Kämpfer aus Pakistan, Tschetschenien, Usbekistan und dem arabischsprachigen Mittleren Osten. Bis zum 24. November waren zwischen 300 und 500 Personen in der ehemaligen Festung untergebracht. Unter den Gefangenen kam es zu Selbstmorden und bewaffneten Übergriffen, doch trotz der Übergriffe wurden die Sicherheitsvorkehrungen nicht erhöht.

## Ereignisse
Am 25. November verhörten die zwei CIA-Mitarbeiter Johnny Spann und Dave Tyson mehrere Gefangene. Darunter auch Sulayman al-Faris, ein US-Amerikaner, der unter dem Namen John Walker Lindh geboren wurde. Etwa zwei Stunden nach seinem Verhör begannen einige der Gefangenen mit Übergriffen auf die zahlenmäßig unterlegenen Wärter. In selbstmörderischer Weise setzten sie dabei eingeschleuste Granaten ein und töteten so mehrere ihrer Bewacher, wodurch sie einige im Südteil der Festung gelagerte Feuerwaffen, Granatwerfer, Mörser und dazugehörige Munition erbeuten konnten.
Johnny Spann verschwand in dem Chaos, während Dave Tyson in den Nordteil der Anlage fliehen konnte, wo er über das Satellitentelefon eines Fernsehteams des WDR (für die Berichterstattung erhielt Arnim Stauth mehrere Auszeichnungen.), Verstärkung anforderte. Unterdessen rückten auch Verstärkungen der afghanischen Sicherheitskräfte an, die begannen, das von den Aufständischen kontrollierte Gebiet mit Panzerunterstützung zu beschießen. Durch die anwesenden Kamerateams wurden die nachfolgenden Kampfhandlungen gut dokumentiert und bieten einige seltene Aufnahmen von Einsätzen der Spezialeinheiten.
Ab 14:00 Uhr schlossen sich amerikanische Army Special Forces und britische Einheiten vom Special Boat Service dem Gefecht an. Diese veranlassten bis zum Einbruch der Dunkelheit neun Luftschläge gegen die hartnäckig verschanzten Häftlinge, was es Dave Tyson und dem WDR-Fernsehteam ermöglichte, zu entkommen.
Am nächsten Tag teilten die verschiedenen Spezialkräfte sich und die afghanischen Streitkräfte neu ein und planten einen Angriff auf den von den Häftlingen eingenommenen Teil der Anlage. Zur Vorbereitung des Angriffs wurde ein JDAM-Bombardement mit 2000 Pfund (957 kg) angeordnet. Jedoch wurden versehentlich die falschen Koordinaten beschossen, was dazu führte, dass die Position der Nordallianz getroffen wurde. Dabei starben nach unterschiedlichen Angaben vier bis 30 Soldaten.
In der zweiten Nacht wurden die Aufständischen von zwei AC-130 aus der Luft beschossen, wodurch das Hauptmunitionsdepot getroffen und zerstört wurde. Einem der Häftlinge gelang die Flucht, dieser wurde jedoch von der örtlichen Bevölkerung getötet.
Ab dem Morgen des 27. November ließ der Widerstand merklich nach. Ein Angriff der Aufständischen wurde erfolgreich abgewehrt und gegen Ende des Tages konnte ein Großteil des Gebiets wieder eingenommen werden. Vereinzelt kam es noch zu Feuergefechten und einigen Selbstmordattacken mit Granaten. Die Leiche des CIA-Mitarbeiters Johnny Spann wurde mit einer Sprengfalle versehen aufgefunden. Über 100 Gefangene verschanzten sich im Zentrum der Anlage in einem Kellergewölbe. Es wurden Explosivstoffe und Öl, das in Brand gesteckt wurde, eingesetzt; trotzdem leisteten die Häftlinge erbitterten Widerstand.
Am 28. November traf General Dostum ein und versuchte erfolglos, die letzten Gefangenen zur Kapitulation zu bewegen. Am nächsten Tag ordnete er an, den Keller mit Wasser zu fluten, worauf sich am 1. Dezember die letzten Gefangenen ergaben. Von den 300 bis 500 Gefangenen waren nur noch 86 am Leben, von denen wiederum einige später an ihren Verletzungen starben. In dem überfluteten Keller starben mehr als 60 Gefangene.

## Folgen
Unter den Überlebenden war auch der verletzte und stark unterkühlte John Walker Lindh. Er wurde von dem CNN-Reporter Robert Young Pelton identifiziert. Lindh wurde in die Vereinigten Staaten zurückgebracht, wegen Landesverrats angeklagt und zu 20 Jahren Haft verurteilt. Mindestens 50 der anderen Gefangenen wurden in das Gefangenenlager der Guantanamo Bay gebracht. Nach drei Jahren ohne Gerichtsverfahren wurde ein weiterer Gefangener, der US-Bürger Esam Hamdi, aus der Haft entlassen und in seine Heimat Saudi-Arabien abgeschoben.
Für sein Verhalten im Kampf erhielt Major Mark E. Mitchell, Offizier bei den U.S. Army Special Forces, die Auszeichnung Distinguished Service Cross. Dies war das erste Mal, dass diese Auszeichnung seit dem Vietnamkrieg verliehen wurde. Des Weiteren wurde Chief Petty Officer Stephen Bass mit dem Navy Cross und der CIA-Mitarbeiter Johnny Spann mit einem Intelligence Star postum ausgezeichnet.

## Kontroversen
Aufgrund der hohen Anzahl an Toten und dem massiven Einsatz von Feuerkraft wurde der Nordallianz vorgeworfen, gegen die Genfer Konventionen verstoßen zu haben. Einige Soldaten fanden Tote mit auf dem Rücken gefesselten Händen. Es wurde ebenfalls berichtet, dass afghanische Kämpfer gefallenen Häftlingen die Goldzähne entnahmen und mindestens zwei töteten, anstatt sie gefangen zu nehmen. Amnesty International und die UNO forderten eine unabhängige Untersuchung, was jedoch durch die Regierung der Vereinigten Staaten und Großbritanniens abgelehnt wurde mit der Begründung, dass der Einsatz von Luftschlägen und schweren Waffen gegen die Aufständischen voll gerechtfertigt war.
Die afghanischen Sicherheitskräfte wurden kritisiert, weil sie die Gefangenen nicht durchsucht hatten und es so ermöglicht hatten, dass Granaten ins Gefängnis geschmuggelt wurden. Ebenso wurden die Gefangenen auf einem früheren Talibanstützpunkt untergebracht, auf dem sie sich gut auskannten. Und sie wurden in Gruppen verhört, was die Vernehmungsbeamten in unnötige Gefahr brachte. General Dostum gab später zu, dass dies alles Fehler waren. Der damalige CIA-Direktor, George Tenet, wies jedwede Vorwürfe zurück und lobte seine Mitarbeiter als Helden im Krieg gegen den Terror.

## Medien
Der Dokumentarfilm The House of War, von Robert Young Pelton und Paul Yule, schildert ausführlicher die Ereignisse in Qala-i-Jangi. Der Film enthält Filmmaterial der CNN und ARD und zeigt unter anderem Mike Spann und Dave Tyson Momente vor dem Aufstand.
Der Schriftsteller Frederick Forsyth verwendete in seinem Thriller Der Afghane Teile des Kampfesgeschehens.